# 围棋天地 (杂志)
《围棋天地》（英語：The World of Weiqi）是中国当前唯一的围棋专业杂志，半月刊，1985年1月创刊，由中国围棋协会、中国体育报业总社主办，编辑部位于北京。